# Pou de la Maresca
Pou de la Maresca és una obra del Talladell, al municipi de Tàrrega (Urgell) protegida com a Bé Cultural d'Interès Local.

## Descripció
Edifici de petites dimensions situat al costat del pont que travessa el riu Ondara. Al seu interior hi ha un pou per regar. Compta amb un cos principal i un altre annex de reduïdes dimensions en un dels seus laterals. És de planta rectangular amb una teulada a dues aigües amb carener perpendicular a la façana principal, amb teules de ceràmica vidrada i acolorida. La façana principal presenta quatre finestres idèntiques a les que presenta la part posterior, apuntades amb falsos arcs, com la porta d'accés. Els murs són fets de pedra natural ben tallada i lligada amb ciment, disposada en filades.